# Hallowell
Hallowell är en stad ("city") i Kennebec County i den amerikanska delstaten Maine med en yta av 15,8 km² och en folkmängd, som uppgår till 2 467 invånare (2000). Den nuvarande delstaten Maines huvudstad Augusta var ursprungligen en del av Hallowell, som grundades år 1771 och som resten av Maine, hörde till Massachusetts fram till år 1820. Augusta skildes år 1797 åt från Hallowell och har utgjort en egen kommun sedan dess.

## Kända personer från Hallowell
- George Evans, politiker, senator 1841-1847
- Reuel Williams, politiker, senator 1837-1843

### Fotnoter
1. ↑  United States Census Bureau, 2010 U.S. Gazetteer Files, United States Census Bureau, 2010, läst: 9 juli 2020.[källa från Wikidata]
2. ↑  United States Census Bureau (red.), USA:s folkräkning 2020, läs online, läst: 1 januari 2022.[källa från Wikidata]
3. ↑  hämtat från: engelskspråkiga Wikipedia.[källa från Wikidata]
4. ↑  ”History of Augusta” (på engelska). Augusta stad. Arkiverad från originalet den 20 november 2015. https://web.archive.org/web/20151120095053/http://www.augustamaine.gov/index.asp?Type=B_BASIC&SEC=%7B98CE3172-49BD-4BBF-9709-E27EECFE43EB%7D. Läst 13 november 2015.